# Heimskringla

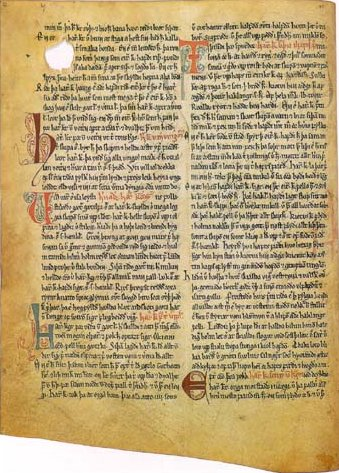
Una de las páginas del Heimskringla.

Heimskringla (en español, «Círculo del mundo») es un conjunto de sagas nórdicas redactadas en nórdico antiguo en Islandia alrededor del año 1225 por el escaldo e historiador Snorri Sturluson. También es conocida como Crónica de los reyes nórdicos.
Es una recopilación de dieciséis relatos que abarca unos 400 años de historia sobre las vidas de los reyes de Noruega, desde su comienzo legendario protagonizado por la dinastía de los Ynglingos hasta la coronación de Magnus V, hijo del jarl Erling Skakke, y la muerte de Eystein Meyla en 1177. Las fuentes exactas de su obra son motivo de discusión, pero incluyen sagas de reyes anteriores, como la Morkinskinna, la Fagrskinna y las historias sinópticas noruegas del siglo XII, así como tradiciones orales, especialmente muchos poemas escáldicos. Snorri Sturluson reconfigura y rescribe los viejos relatos, algunos procedentes de la tradición oral, con un estilo fresco y contemporáneo de personas y hechos históricos en una excelente prosa narrativa medieval; para ello Snorri combina textos procedentes de las Eddas, sagas islandesas, poesía escáldica y diverso material de apoyo.
El valioso contenido de Heimskringla ayuda a comprender la evolución social y política de la Europa septentrional, legendaria, vikinga y medieval y ha sido base para estudios al efecto.

## Título
En el primer códice de la obra falta la primera página. La segunda empieza por la frase «Kringla heimsins», que significa «el círculo del mundo», de ahí proviene el título Heimskringla.

## Resumen
La Heimskringla se compone de varias sagas, a menudo categorizadas en tres grupos, lo que confiere al conjunto de la obra el carácter de un tríptico. La saga narra las contiendas de los reyes, el establecimiento del reino de Noruega, las expediciones nórdicas a diversos países europeos, llegando incluso hasta Palestina en la saga de Sigurd el Cruzado, donde la flota noruega es atacada por piratas árabes musulmanes, a los que se denomina vikingos. Las historias se narran con energía, brindando una imagen de la vida humana en todas sus dimensiones. La saga es una epopeya en prosa, relevante para la historia no solo de Escandinavia, sino de las regiones incluidas en la más amplia diáspora escandinava medieval. La primera parte de la Heimskringla tiene sus raíces en la mitología nórdica; a medida que avanza la colección, fábula y hechos se entremezclan, pero los relatos son cada vez más fiables desde el punto de vista histórico.
La primera sección narra la prehistoria mitológica de la dinastía real noruega, los Ynglings, y traza los linajes entrelazados de Frey de los Vanir y Odín de los Æsir, descritos aquí como los espíritus más nobles de la humanidad que se repiten en patrones cíclicos que abarcan las naciones de Europa y más allá (incluyendo Etiopía), indicando un complejo conjunto filosófico de metempsicosis (es decir, reencarnación) y desafío a la muerte (p. ej., la historia de Örvar Odd). Los trazos proceden del oriente, con Asgard en su origen, la madre de las ciudades para los legendarios asiáticos que Snorri Sturlasson conoce como los Æsir. Las sagas posteriores están (con pocas excepciones) dedicadas a gobernantes individuales, empezando por Halfdan el Negro.
Una versión de la Óláfs saga helga, sobre el santo Olaf II de Noruega, es la parte principal y central de la colección: Los 15 años de reinado de Olaf ocupan aproximadamente un tercio de toda la obra.
A continuación, la saga de Harald Hardrada narra la expedición de Harald al Oriente, sus brillantes hazañas en Constantinopla, Siria y Sicilia, sus logros en materia de escaldismo y sus batallas en Inglaterra contra Harold Godwinson, hijo de Godwin, conde de Wessex, donde cayó en la batalla de Stamford Bridge en 1066, solo unos días antes de que Harold cayera en la batalla de Hastings. Tras presentar una serie de otros tipos, la saga termina con Magnus V de Noruega.

### Contenido
La Heimskringla contiene las siguientes sagas:
1. Saga Ynglinga, saga de la dinastía de los Ynglingos
2. Hálfdanar saga svarta, saga de Halfdan Svarte (el Negro)
3. Haralds saga ins hárfagra, saga de Harald Hårfagre (muerto ca. 931)
4. Hákonar saga góða, saga de Hakon el Bueno (muerto ca. 961)
5. Haralds saga gráfeldar, saga del rey Harald Grafeld (muerto ca. 969)
6. Óláfs saga Tryggvasonar, saga del rey Olaf Tryggvason (muerto en 1000)
7. Óláfs saga helga, saga de Olaf Haraldson (muerto en 1030)
8. Magnúss saga góða, saga de Magnus el Bueno (muerto en 1047)
9. Haralds saga Sigurðarsonar, saga de Harald Hardrade (muerto en 1066)
10. Óláfs saga kyrra, saga de Olaf Kyrre (muerto en 1093)
11. Magnúss saga berfœtts, saga de Magnus el Descalzo (muerto en 1103)
12. Magnússona saga (Sigurðar saga jórsalafara, Eysteins ok Ólafs), saga de los hijos de Magnús: Sigurd el Cruzado (muerto en 1130) y sus hermanos
13. Magnúss saga blinda ok Haralds gilla, saga de Magnus el Ciego (destronado en 1135)
14. Haraldssona saga, saga de los hijos de Harald: Sigurd (muerto en 1155), Øystein (muerto en 1157) e Inge (muerto en 1161)
15. Hákonar saga herðibreiðs, saga de Hakon Herdebreid (muerto en 1162)
16. Magnúss saga Erlingssonar, saga de Magnus Erlingson (muerto en 1184)